# سالت
بلدية سالت (بالإسبانية: Salt) هي بلدية تقع في مقاطعة جرندة التابعة لمنطقة كتالونيا شمال شرق إسبانيا.

## الديموغرافيا
بلغ عدد سكان بلدية سالت 30.389 نسمة عام 2011 (وفقاً للمعهد الوطني الإسباني للإحصاء).
| 21.519 | 21.822 | 23.214 | 27.370 | 27.673 | 29.985 | 30.389 |

## أعلام
- خوسيه بويغ بويغ
- لويس كول
- بيتو